# Ключ 211
| ⿒                     | ⿒    | ⿒    |
| ---------------------- | ----- | ----- |
| 210                    | 211   | 212   |
| Піньінь:               | chi   | chi   |
| Чжуїнь:                |       |       |
| Вейд-Джайлз:           |       |       |
| Ютпхін:                |       |       |
| Он:                    | は ha | は ha |
| Кун:                   |       |       |
| Кандзі:                |       |       |
| Хун:                   | 이 i  | 이 i  |
| Им:                    |       |       |
| Індекс у Вікісловнику: | ⿒    | ⿒    |

Ключ 211 (⿒, в юнікоді U+2FD2) - єдиний (з загальної кількості 214) ієрогліфічний ключ, який складається з 15 рисок.
В Словнику Кансі подано 21 ієрогліф з цим ключем.

## Ієрогліфи
| кількість рисок | ієрогліфи              |
| --------------- | ---------------------- |
| без додаткових  | 龠                     |
| 1 додатковий    | 齓                     |
| 2 додаткових    | 齔                     |
| 3 додаткових    | 齕                     |
| 4 додаткових    | 齖齗齘                 |
| 5 додаткових    | 齙齚齛齜齝齞齟齠齡齢齣 |
| 6 додаткових    | 齤齥齦齧齨齩           |
| 7 додаткових    | 齪齫齬龥               |
| 8 додаткових    | 齭齮齯齰齱             |
| 9 додаткових    | 齲齳齴齵齶齷           |
| 10 додаткових   | 齸齹齺齻               |
| 13 додаткових   | 齼齽                   |
| 20 додаткових   | 齾                     |